# Anna Cabré
Anna María Cabré i Pla (Barcelona, 1943) es una catedrática española de Geografía humana en la Universidad Autónoma de Barcelona, experta en Demografía y directora honorífica del Centre de Estudis Demogràfics de la UAB.

## Datos biográficos y académicos
Estudió en el IEDES de la Universidad Paris I (1966) y posteriormente Ciencias Políticas y Demografía en el Institute de Démographie en la Universidad París I) 1967, donde fue discípula de Alfred Sauvy, Louis Henry y Roland Pressat. Después fue profesora de Análisis Demográfico en la Universidad de Montreal (1969), Universidad de Chicago (1969), Universidad de la Sorbona (1970), Universidad de Nanterre (1970-1978) y en el Colegio de México (1973 i 1981).
Desde 1978 es profesora de la Universidad Autónoma de Barcelona y, desde 1984, directora del Centro de Estudios Demográficos de la Universidad Autónoma de Barcelona. Es Doctora en Geografía por la UAB (1989). Es autora de numerosos artículos sobre demografía. Su carrera profesional ha estado muy ligada a Jordi Nadal. Ha colaborado en diversas ocasiones con Isabel Pujadas. Centra sus investigaciones en la demografía y la geografía histórica de la población de Cataluña. Participa, a título de experta, en distintas comisiones del Congreso de los Diputados de España y del Parlamento de Cataluña.

## Premios y honores
Anna Cabré ha recibido los siguientes premios y honores:
- 2010 - Colegiada de Honor del Colegio de Economistas de Catalunya.
- 2010 - Miembro numerario del Institut d’Estudis Catalans.
- 2005 - Cruz de Sant Jordi otorgada por la Generalidad de Cataluña.
- 2003 - Distinción de la Generalidad de Cataluña por la Promoción de la Investigación Universitaria.
- 1994 - Medalla Narcís Monturiol al mérito científico y tecnológico, otorgada por la Generalidad de Cataluña.
- 1990 - Premio Jaume Carner otorgado por el Institut d'Estudis Catalans a la tesis doctoral La Reproducció de les generacions catalanes 1856-1960.

## Publicaciones
Pueden consultarse numerosas publicaciones de Anna Cabré en el portal de Dialnet.
Libros
- 1999 - El sistema català de reproducció, Barcelona, Editorial Proa, 304 pp.
- 1989 - La reproducció de les generacions catalanes, 1856-1960